# Суп из бузины

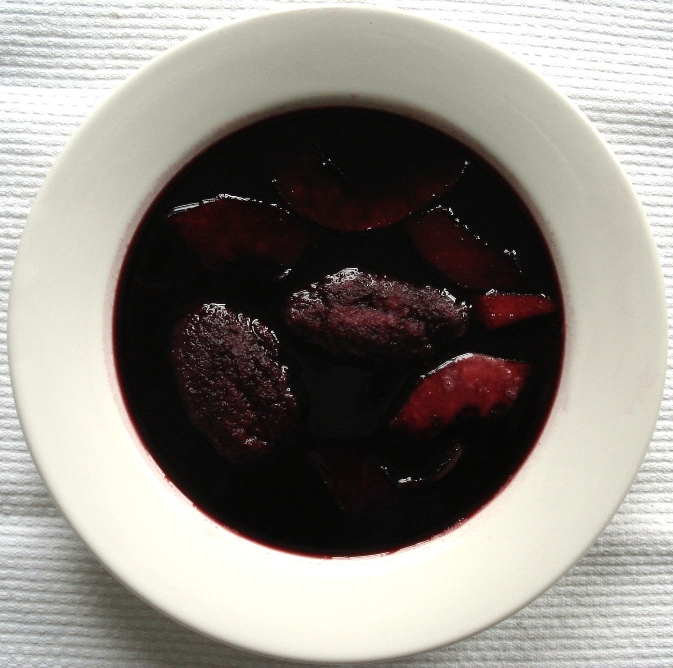
Суп из бузины с манными клёцками и яблоком

Суп из бузины (нем. Fliederbeersuppe) — сладкий суп, типичный для Севера Германии и Дании. Популярен в Шлезвиг-Гольштейне, Гамбурге и земле Мекленбург-Передняя Померания и совершенно неприемлем, по мнению Альфонса Шубека, для баварцев. Традиционное блюдо в померанской, саксонской и австрийской кухне, а также в Фогтланде.
Суп готовят из сока ягод чёрной бузины, его едят горячим с мучными или манными клёцками, иногда с кнедликами. Сезон супа из бузины — осень и зима, ведь витаминный сок бузины считается великолепным средством от простуды. Для приготовления супа свежие ягоды бузины отваривают с сахаром, процеживают, полученный сок, загущённый крахмалом, варят с добавлением лимонной цедры или лимонного сока, а также очищенных от кожуры долек яблока или груши и манными клёцками. Если суп из бузины готовят с мучными клёцками, бузиновый сок не требует предварительного загущения. В зависимости от рецепта в суп из бузины также добавляют корицу и гвоздику.
В Каринтии в суп из бузины добавляют дикий майоран, а вместо сахара добавляют мёд. В Верхней Австрии в суп из бузины добавляют чернослив без косточек, а в Форарльберге бузину отваривают в красном вине, а суп сервируют с ломтиками белого хлеба. В Штирии суп из бузины делают более густым и подают на завтрак.